# George Crum
George Speck, också känd som George Crum, född 15 juli 1824 i Saratoga County, New York, död 22 juli 1914, var chefskock på restaurangen Moon's Lake House i delstaten New York, USA. Enligt en historia skapade George Crum världens första potatischips 1853. Han kallade dem först för Potato Chrunche.